# Википедија на језику себуано
Википедија на језику себуано или Википедија на себуану је издање Википедије, слободне енциклопедије, на себуану које данас има 6.117.608 чланака и заузима 2. место на списку језичких издања Википедије према броју чланака.
Највећи део чланака направљен је помоћу Lsjbot-а.